# Wilson, Oklahoma
Wilson är en ort i Carter County i Oklahoma. Orten har fått namn efter Charles Wilson som var sekreterare till cirkusägaren John Ringling. Vid 2010 års folkräkning hade Wilson 1 724 invånare.